# Clássico de Inverno da NHL

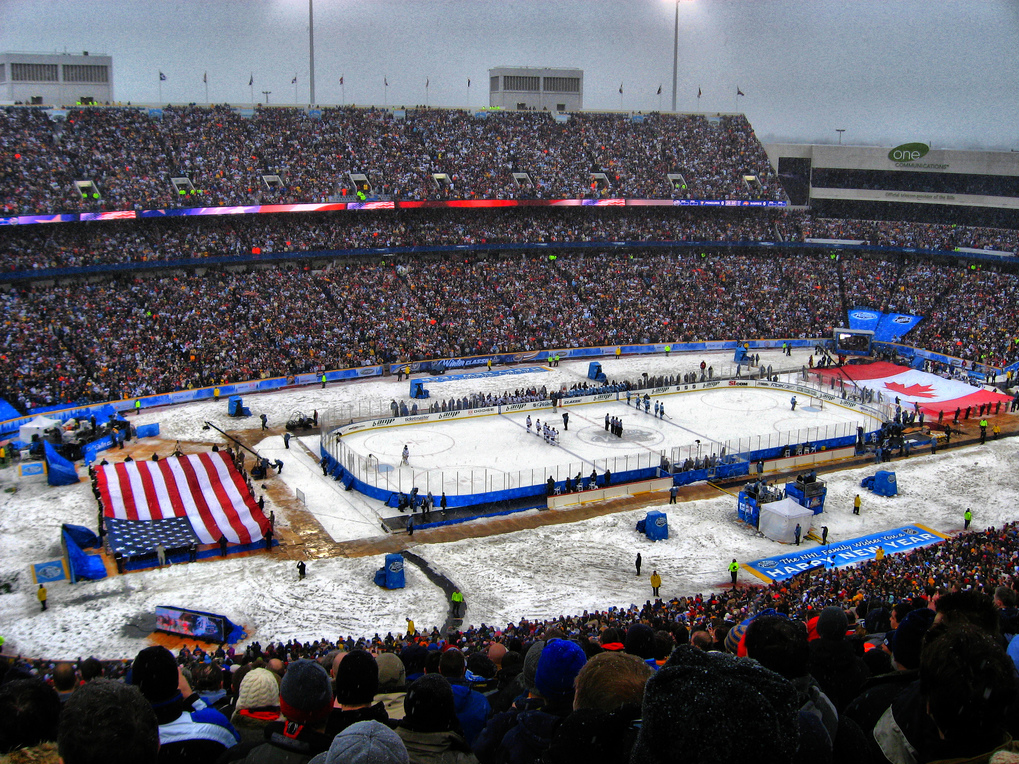
Visão do Ralph Wilson Stadium durante o Clássico de Inverno da NHL de 2008.

O Clássico de Inverno da NHL (em inglês: NHL Winter Classic) é um evento esportivo anual de hóquei no gelo, organizado pela National Hockey League (NHL) onde uma partida da temporada regular é jogada ao ar livre em um estádio de futebol americano ou beisebol nos Estados Unidos, tradicionalmente no dia de Ano Novo. 
O primeiro Clássico de Inverno foi realizado em 2008, no Ralph Wilson Stadium, nos arredores da cidade de Buffalo, no Estado de Nova Iorque, entre Buffalo Sabres e Pittsburgh Penguins. Uma série paralela canadense, a Heritage Classic, começou em 2003, mas é bem mais esporádica.
Após ter apenas times americanos nos primeiros cinco anos, o Clássico de Inverno de 2013 teria seu primeiro time canadense, o Toronto Maple Leafs, que jogaria em 1 de janeiro de 2013 contra o Detroit Red Wings, mas o jogo foi cancelado em 2 de novembro de 2012 devido ao locaute que afetou o início da temporada 2012–13. O jogo entre as equipes aconteceu em 1 de janeiro de 2014, com 105 491 presentes, recorde de público para um jogo da NHL. Os Maple Leafs venceram os Red Wings nos pênaltis por 3 a 2.

## Lista deClássicosda NHL
| Edição | Estádio              | Local | Local            | Time mandante        | Placar    | Time visitante      | Público | Notas            |
| ------ | -------------------- | ----- | ---------------- | -------------------- | --------- | ------------------- | ------- | ---------------- |
| 2008   | Ralph Wilson Stadium |       | Orchard Park, NY | Buffalo Sabres       | 1–2 (PÊN) | Pittsburgh Penguins | 71 217  | [ nota 1 ]       |
| 2009   | Wrigley Field        |       | Chicago, IL      | Chicago Blackhawks   | 4–6       | Detroit Red Wings   | 40 818  | [ nota 2 ]       |
| 2010   | Fenway Park          |       | Boston, MA       | Boston Bruins        | 2–1 (PRO) | Philadelphia Flyers | 38 112  | [ nota 3 ]       |
| 2011   | Heinz Field          |       | Pittsburgh, PA   | Pittsburgh Penguins  | 1–3       | Washington Capitals | 68 111  | [ nota 4 ] [ 2 ] |
| 2012   | Citizens Bank Park   |       | Filadélfia, PA   | Philadelphia Flyers  | 2–3       | New York Rangers    | 46 967  | [ nota 5 ]       |
| 2013   | Michigan Stadium     |       | Ann Arbor, MI    | Detroit Red Wings    | –         | Toronto Maple Leafs | –       | [ nota 6 ] [ 1 ] |
| 2014   | Michigan Stadium     |       | Ann Arbor, MI    | Detroit Red Wings    | 2-3 (PÊN) | Toronto Maple Leafs | 105 491 | [ nota 7 ] [ 3 ] |
| 2015   | Nationals Park       |       | Washington, D.C. | Chicago Blackhawks   | 2-3       | Washington Capitals | 42 832  | [ nota 8 ]       |
| 2016   | Gillette Stadium     |       | Foxborough, MA   | Montreal Canadiens   | 5-1       | Boston Bruins       | 67 246  |                  |
| 2017   | Busch Stadium        |       | St. Louis, MI    | Chicago Blackhawks   | 1-4       | St. Louis Blues     | 46 556  |                  |
| 2018   | Citi Field           |       | Queens, NY       | New York Rangers     | 3–2 (PRO) | Buffalo Sabres      | 41 821  | [ nota 9 ]       |
| 2019   | Notre Dame Stadium   |       | Notre Dame, IN   | Boston Bruins        | 4–2       | Chicago Blackhawks  | 76 126  | [ nota 10 ]      |
| 2020   | Cotton Bowl          |       | Dallas, YX       | Nashville Predators  | 2-4       | Dallas Stars        | 85 630  |                  |
| 2021   | Target Field         |       | Minneapolis, MN  | St. Louis Blues      | –         | Minnesota Wild      | –       | [ nota 11 ]      |
| 2022   | Target Field         |       | Minneapolis, MN  | St. Louis Blues      | 6-4       | Minnesota Wild      | 38 519  |                  |
| 2023   | Fenway Park          |       | Boston, MA       | Pittsburgh Penguins  | 1-2       | Boston Bruins       | 39 243  |                  |
| 2024   | T-Mobile Park        |       | Seattle, WA      | Vegas Golden Knights | 0-3       | Seattle Kraken      | 47 313  |                  |
| 2025   | Wrigley Field        |       | Chicago, IL      | St. Louis Blues      | 6-2       | Chicago Blackhawks  | 40 933  |                  |
| 2026   | LoanDepot Park       |       | Miami, FL        | New York Rangers     | 0-0       | Florida Panthers    |         |                  |

: Estádio de Futebol Americano : Estádio de Beisebol  Estádio de Futebol americano universitário.
- O jogo de 2021 não foi disputado devido à pandemia de COVID-19 e foi remarcado para 2022.

## Heritage Classic
O NHL Heritage Classic é uma das séries de jogos ao ar livre da temporada regular disputados na Liga Nacional de Hóquei (NHL). Ao contrário das outras duas séries de jogos ao ar livre da NHL, o NHL Winter Classic e o NHL Stadium Series, o Heritage Classic é realizado com pouca frequência: apenas cinco jogos foram disputados na série, e os confrontos foram exclusivamente entre equipes canadenses. O Heritage Classic inaugural em 2003 foi o primeiro jogo ao ar livre da temporada regular na história da NHL e seu sucesso serviu como precursor dos jogos de hóquei ao ar livre disputados em todo o mundo. O segundo, organizado por Calgary em 2011, estabeleceu recordes de patrocínio e receita.
| Edição | Data            | Estádio              | Cidade    | Time mandante     | Placar | Time visitante     | Público | Notas       |
| ------ | --------------- | -------------------- | --------- | ----------------- | ------ | ------------------ | ------- | ----------- |
| 2003   | 22 de novembro  | Commonwealth Stadium | Edmonton  | Edmonton Oilers   | 3–4    | Montreal Canadiens | 57 167  | [ nota 12 ] |
| 2011   | 20 de fevereiro | McMahon Stadium      | Calgary   | Calgary Flames    | 4–0    | Montreal Canadiens | 41 022  | [ nota 13 ] |
| 2014   | 2 de março      | BC Place             | Vancouver | Vancouver Canucks | 2–4    | Ottawa Senators    | 54 194  | [ nota 14 ] |
| 2016   | 23 de outubro   | IG Field             | Winnipeg  | Edmonton Oilers   | 3-0    | Winnipeg Jets      | 33 240  |             |
| 2019   | 26 de outubro   | Mosaic Stadium       | Regina    | Calgary Flames    | 1-2    | Winnipeg Jets      | 33 518  |             |